# Tomba di Nerone

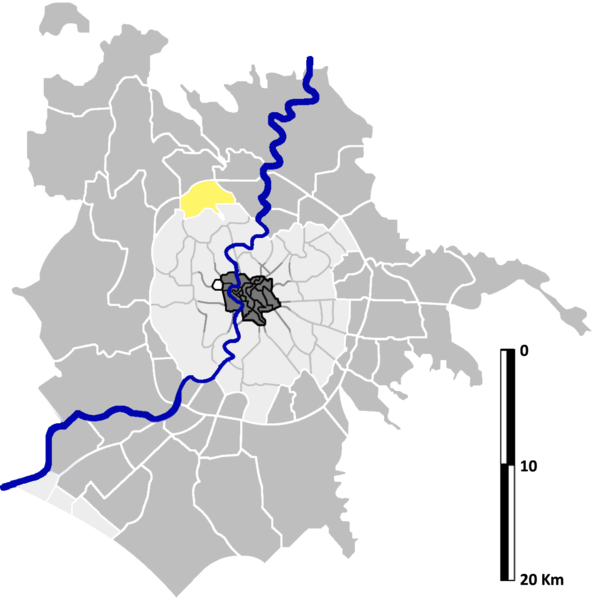
Lage von Tomba di Nerone in Rom

Tomba di Nerone bezeichnet die 53. Zone, abgekürzt als Z.LIII, der italienischen Hauptstadt Rom. Im Gegensatz zu den Rioni, Quartieri und Suburbi sind es die ländlicheren Gebiete von Rom. Sie gehört zum Municipio XIII sowie Municipio XIV sowie Municipio XV und zählt 34.644 Einwohner (2016). Sie befindet sich im Nordwesten der Stadt innerhalb der römischen Ringautobahn A90 und hat eine Fläche von 9,5805 km².

## Geschichte
Tomba di Nerone wurde am 13. September 1961 durch Beschluss des Commissario Straordinario gegründet. Damals wurde der Ager Romanus in 59 Zonen geteilt, denen eine römische Zahl zugeteilt und ein Z vorgestellt wurde. Davon wurden sechs an die neugegründete Gemeinde Fiumicino komplett ausgegliedert und drei weitere teilweise.